# Darcy Roper
Darcy Roper (ur. 31 marca 1998) – australijski lekkoatleta specjalizujący się w skoku w dal.
W 2015 zdobył srebrny medal mistrzostw świata juniorów młodszych w Cali, a w 2016 brązowy na mistrzostwach świata juniorów w Bydgoszczy.
Stawał na podium mistrzostw Australii.
Rekord życiowy: 8,20 (25 stycznia 2020, Canberra) / 8,32w (16 marca 2019, Perth).

## Osiągnięcia
| Rok  | Impreza                               | Miejsce   | Lokata            | Wynik |
| ---- | ------------------------------------- | --------- | ----------------- | ----- |
| 2015 | Mistrzostwa świata juniorów młodszych | Cali      | 2. miejsce        | 8,01  |
| 2016 | Mistrzostwa świata juniorów           | Bydgoszcz | 3. miejsce        | 7,88  |
| 2019 | Uniwersjada                           | Neapol    | 3. miejsce        | 7,90  |
| 2019 | Mistrzostwa świata                    | Doha      | el. – 15. miejsce | 7,82  |